# María Camila Osorio Serrano
María Camila Osorio Serrano (Cúcuta, 22 de diciembre de 2001) es una tenista colombiana. En su etapa como júnior alcanzó el puesto número 1 del ranking mundial y ganó el Abierto de los Estados Unidos categoría Júnior en 2019. Como profesional ganó el Bogotá WTA 250 de 2021, 2024 y de 2025; tiene igualmente 3 títulos ITF.

## Legado deportivo
Camila viene de toda una familia de deportistas. Su abuelo Rolando Serrano fue un exfutbolista destacado en la década de los años 60'. Jugó con la selección de Colombia y disputó el Mundial de Chile. Millonarios y Cúcuta Deportivo, entre otros, fueron sus equipos.
Su madre Adriana Serrano es una destacada exbasquetbolista. Su padre Carlos Osorio jugó al fútbol a nivel profesional con el Deportes Quindío y el Cúcuta Deportivo. Su hermano Sebastián Osorio Serrano actualmente se encuentra sin equipo tras haber jugado profesionalmente en el Fortaleza CEIF (2018) y Alianza Petrolera (2019).

## Carrera profesional
Osorio logró la posición n.º 1 en el ranking júnior en septiembre de 2019. Jugando para Colombia en la Copa Fed, Osorio logró un récord de victorias y derrotas de 4-4. Además obtuvo la medalla de bronce en los Juegos Olímpicos de la Juventud 2018 celebrados en Buenos Aires, Argentina y obtuvo la medalla de plata en categoría dobles junto con su compatriota Nicolás Mejía en las mismas justas.
En abril de 2019, Camila recibe una invitación para jugar en el cuadro principal del Open de Bogotá. La aprovechó de gran manera, llegando hasta los cuartos de final para ganar sus 2 primeros partidos a nivel WTA. Esto la impulsa hasta su mejor lugar en el ranking hasta ese momento, la 333 del mundo.
El 17 de junio de 2019, se convirtió en la raqueta número uno de Colombia en el ranking de la WTA tras el retiro de la tenista Mariana Duque. El 18 de agosto del mismo año se coronó campeona del W25 de Guayaquil al imponerse a Katerina Stewart por 7-5 y 7-6. 
Para finalizar su carrera como júnior, el 8 de septiembre de 2019 ganó el que sería su título más importante hasta el momento, el Abierto de los Estados Unidos categoría Júnior, tras derrotar a la local Alexandra Yepifanova por parciales de 6-1 y 6-0.

### 2021 Primer título WTA y debut en torneos Grand Slam
El 11 de abril de 2021, la n.º 180 del mundo, Osorio Serrano, se convirtió en la campeona WTA con el ranking más bajo desde que la n.º 299 del mundo, Margarita Gasparyan, ganara el Open de Taskent 2018, y en la tercera campeona colombiana de la Copa Colsanitas 2021 de Bogotá en 23 años de historia. Después de su primera victoria en el título de individuales como invitada (wildcard) en la Copa Colsanitas, tras vencer a la quinta cabeza de serie Tamara Zidanšek, y llegar a las semifinales del Charleston Open, Osorio Serrano alcanzó el ranking de individuales n.º 117 del mundo y el n.º 484 en dobles, el 19 de abril de 2021.
En mayo de 2021, alcanzó su tercera semifinal consecutiva en tierra batida en el Serbia Open, ingresando en el top 100 por primera vez en su carrera. en el puesto 98 del mundo, el 24 de mayo de 2021. Cuarta colombiana en alcanzar el Top 100 de la WTA y la primera desde julio de 2018, cuando lo consiguió Mariana Duque-Mariño.
En mayo, se clasificó para el Roland Garros, su debut en un Grand Slam, convirtiéndose en la sexta mujer colombiana en jugar un cuadro principal de Grand Slam en la Era Open. En junio también hizo su debut después de clasificarse para el cuadro principal en el Campeonato de Wimbledon de 2021. Se convirtió en la quinta mujer colombiana en aparecer en un cuadro principal de Wimbledon, y la primera desde Mariana Duque-Mariño en 2018. El 30 de junio llegó a la tercera ronda derrotando a la 32.ª cabeza de serie, la rusa Ekaterina Alexandrova. Su participación terminó con fácil derrota ante la n.º 4 WTA, la bielorrusa Aryna Sabalenka por 0-6 y 3-6.

### 2022 Un año de transición
Luego de lograr estar 33.ª WTA en abril de 2021, la temporada 2022 la finalizó en el puesto N°82, con picos en la final de Monterrey y semifinal en Bogotá. 
“Este año fue de mucho aprendizaje, voy a tomar lo más positivo, que fue la final WTA (en Monterrey), semifinal (en Bogotá), también cuartos. Gané buenos partidos. Me sentí muy bien en canchas duras, mucho mejor que en 2021. Muchas experiencias que me van a ayudar a crecer como jugadora”, le dijo a ESPNTenis.com.
2022 funcionó como transición luego del explosivo 2021. “El año pasado nadie me conocía y avanzaba rondas. Este año me empezaron a leer los partidos. Ya saben cómo juego. Ser profesional requiere muchas cosas. A los 16, 17 años ni calentaba. Entrar en calor era un sufrimiento. Llegaba 10 minutos antes del entrenamiento. Descuidaba eso de ir al gimnasio, no trotaba... Hasta que empecé a sentir dolores y a las malas terminé aprendiendo. En ese momento el cuerpo no lo sentía, pero ya todo cambió con relación a hace 4, 5 años. Por eso, la parte física es fundamental desde edades tempranas. Estaré en constante preparación, porque no hay que dejar la parte física. Y eso va cobrando factura porque hay que mantenerse. Me enfocaré más en eso”.

## Títulos WTA (3; 3+0)

### Individual (3)
| Leyenda        |
| Grand Slam (0) |
| WTA Finals (0) |
| WTA 1000 (0)   |
| WTA 500 (0)    |
| WTA 250 (3)    |

| N.º | Fecha               | Torneo | Superficie    | Oponente en la final | Resultado     |
| 1.  | 11 de abril de 2021 | Bogotá | Tierra batida | Tamara Zidanšek      | 5-7, 6-3, 6-4 |
| 2.  | 7 de abril de 2024  | Bogotá | Tierra batida | Marie Bouzková       | 6-3, 7-6(5)   |
| 3.  | 6 de abril de 2025  | Bogotá | Tierra batida | Katarzyna Kawa       | 6-3, 6-3      |

#### Finalista (2)
| N.º | Fecha                 | Torneo    | Superficie | Oponente en la final | Resultado           |
| 1.  | 24 de octubre de 2021 | Tenerife  | Dura       | Ann Li               | 1-6, 4-6            |
| 2.  | 6 de marzo de 2022    | Monterrey | Dura       | Leylah Fernandez     | 7-6(5), 4-6, 6-7(3) |

## Títulos ITF

### Individual (2)
| Torneos de $100,000.000 |
| Torneos de $800,000     |
| Torneos de $600,000     |
| Torneos de $250,000     |
| Torneos de $150,000     |

| N.º | Fecha                   | Premio  | Torneo             | Superficie | Oponentes        | Resultado   |
| --- | ----------------------- | ------- | ------------------ | ---------- | ---------------- | ----------- |
| 1.  | 10 de noviembre de 2018 | $15,000 | Cúcuta, Colombia   | Arcilla    | Yuliana Lizarazo | 6-3, 7-6(2) |
| 2.  | 18 de agosto de 2019    | $25,000 | Guayaquil, Ecuador | Arcilla    | Katerina Stewart | 7-5, 7-6(3) |

## Finales de Grand Slam Junior

### Individual: 1 títulos
| Resultado | Año  | Torneo                        | Superficie | Rival                | Marcador |
| --------- | ---- | ----------------------------- | ---------- | -------------------- | -------- |
| Ganadora  | 2019 | Abierto de los Estados Unidos | Dura       | Alexandra Yepifanova | 6-1, 6-0 |

## Clasificación histórica
| Torneos                     | 2021 | 2022 | 2023 | G–P  |
| --------------------------- | ---- | ---- | ---- | ---- |
| Torneos de Grand Slam       |      |      |      |      |
| Abierto de Australia        | Q3   | 1R   | 2R   | 1-2  |
| Roland Garros               | 1R   | 2R   | 2R   | 2–3  |
| Wimbledon                   | 3R   | 1R   | 1R   | 2–3  |
| Abierto de Estados Unidos   | 2R   | 2R   | 1R   | 2–3  |
| Ganados–Perdidos            | 3-3  | 2-4  | 2-4  | 7–10 |
| Juegos Olímpicos            |      |      |      |      |
| Juegos Olímpicos            | 1R   |      |      | 0-1  |
| ATP World Tour Masters 1000 |      |      |      |      |
| Indian Wells                | 1R   | 1R   | A    | 0-2  |
| Miami                       | A    | A    | A    | 0-0  |
| Madrid                      | A    | A    | 3R   | 2-1  |
| Pekín                       | A    | A    | A    | 0-0  |
| Dubái / Doha                | A    | A    | A    | 0-0  |
| Roma                        | A    | 2R   | 4R   | 4-2  |
| Canadá                      | A    | A    |      | 0-0  |
| Cincinnati                  | A    | A    |      | 0-0  |
| Wuhan                       | A    | A    |      | 0-0  |